# Louis Becker
Louis Becker (* 1962 in Gentofte) ist ein dänischer Architekt sowie der ‚International Design Director‘ von Henning Larsen Architects.
Louis Becker trat 1989 der Firma Henning Larsen Architects bei und ist verantwortlich für internationale Designprojekte außerhalb Skandinaviens, insbesondere auch im deutschsprachigen Raum. So war er mitverantwortlich für das neue „Spiegel Headquarters“ in Hamburg und trug die Mitverantwortung für die 2016 fertiggestellte Siemens-Konzernzentrale in München.
Seit 1998 ist er im Management Team und seit 2003 ist er Partner. Louis Becker verfügt über umfangreiche internationale Erfahrungen, insbesondere bei kulturellen und kommerziellen Gebäuden und Masterplänen. Er ist zuständig für Vorschläge bei Architekturwettbewerben sowie dem Architektur- und Management-Follow-up bei der späteren Gestaltung. Eine führende Rolle spielt er bei komplexen Architektur- und die Zusammenarbeitsprozessen, bei denen viele Personen beteiligt sind.
Seine großen Erfahrungen mit modernem nachhaltigem Bauen, sowohl konzeptuell als auch im Detail, haben ihn zu einem begehrten internationalen Dozenten gemacht. Er hält häufig Vorträge zu nachhaltiger Architektur und kulturellen architektonischen Begegnungen. Er war Gutachter in mehreren internationalen Wettbewerben und ist Mitglied in einer Reihe von Leitgruppen und Beiräten.
2008 wurde er zum Assistenzprofessor des Departments für Architektur und Design am Ålborg Universitetscenter ernannt. 2011 wurde ihm die Eckersberg-Medaille von dem Akademischen Gremium, Königlichen Dänischen Kunstakademie, verliehen, als eine Anerkennung für seine Leistungen in der Bekanntmachung dänischer Architektur auf der Welt.